# 二式陸上偵察機
二式陸上偵察機（にしきりくじょうていさつき）は、日本海軍の偵察機。のちに改良され、夜間戦闘機『月光』となった。

## 歴史
支那事変において、長距離出撃は、航法、通信能力の面で、戦闘機隊単独では無理であったことから、戦闘機とほぼ同じ空中戦闘能力を持ち、航法、通信能力、航続力のある飛行機、いわば誘導戦闘機というようなものが必要になった。こうした戦訓から日本海軍は「十三試双発陸上戦闘機」という名前の新型機の開発が決まった。1941年、試作第一号機が完成。この飛行機は千二百馬力の発動機を2個つけ、乗員はパイロット、ナビゲーター、通信兼射手の三名、武装は前方に7.7ミリ固定機銃2挺、後方に遠隔操作方式の7.7ミリ連装機銃4挺を装備していた。戦闘機隊のリーダー機として奥地遠距離への攻撃を行う目的で、誘導のほかに状況に応じて敵戦闘機と空戦を行うという構想だったが、機体が予想外に重くなり、実験してみると予想通りの性能は出なかった。運動性能不十分と後部の遠隔操作銃座の駆動不良のため、不合格となったが、航続力と速度を利用した偵察用への改造が決まった。
1942年7月6日、内令兵第50号において「十三試双発陸上戦闘機を陸上偵察機として兵器に採用し二式陸上偵察機と呼称す」と決定された。
二式陸偵の一部は改造され、夜間戦闘機「月光」となっている。
1942年5 - 6月頃、第251海軍航空隊司令小園安名中佐は、ラバウルに進出する大型爆撃機B-17の迎撃に苦しんだことから、B-17が後ろ下方からの攻撃に弱いことに着目し、「斜銃」（斜固定銃）を中央に発案し、11航空艦隊司令部も実現に積極的であり、中央も採択した。1943年2月、二式陸上偵察機の斜前上方に機銃2基を装備した夜間戦闘機として斜銃装備が施され、小園は接敵訓練を開始した。1943年5月21日夜、斜銃装備機は初戦で来襲6機中2機の撃墜を報告。当時の第五空襲部隊指揮官は戦闘速報で斜銃の威力が顕著であると報告している。1943年8月23日、内令兵60号において「二式陸上偵察機を夜戦用として斜固定機銃を装備せるものを兵器に採用し月光一一型と呼称す」と決定された。